# Kongeriget England
 Denne artikel omhandler den historiske stat "Kongeriget England" (927-1707). For at finde artiklen om det moderne land, se England.
Kongeriget England var en suveræn stat i Vesteuropa, der var beliggende på den sydlige del af øen Storbritannien. Kongeriget eksisterede fra 927, hvor det opstod med baggrund i samlingen af flere mindre angelsaksiske kongeriger, til 1707, hvor det blev forenet med Kongeriget Skotland og dannede Kongeriget Storbritannien. Kongeriget England var blandt de mest magtfulde stater i middelalderen og tidlig moderne tid.
Hovedstaden i kongeriget var Winchester i Hampshire, indtil den normanniske erobring i 1066. Vilhelm 1. af England (1066–1087) valgte London som ny hovedstad. London tjente som hovedstad for kongeriget England indtil dets "fusionering" med Kongeriget Skotland i 1707 og er stadig den dag i dag de facto hovedstad i England. Byen har også tjent som hovedstad i både Kongeriget Storbritannien (1707–1801) og Det Forenede Kongerige Storbritannien og Irland (1801–1922). I dag er den hovedstad i Det Forenede Kongerige Storbritannien og Nordirland ("United Kingdom").

## Kongerigets historie
Kongeriget England har ingen bestemt dato for sin grundlæggelse. Kongeriget kan spore sin oprindelse helt tilbage til det såkaldte heptarki, der var følgende syv små kongeriger: Øst Anglia, Essex, Kent, Mercia, Northumbria, Sussex og Wessex.
Kongerne af Wessex begyndte at blive dominerende over de andre kongeriger i løbet af det 9. århundrede. Egbert af Wessex formåede i en kort periode allerede fra 829 til 830 at samle en magt, der kunne sammenlignes med magten som én suveræn konge over alle de engelske riger, men ellers er det normalt først fra Alfred den Store at kongerne af Wessex begynder at titulere sig som mere end blot konger af Wessex. Fra ca. 886 begynder Alfred i hvert fald tillige at bruge titlen "konge af angelsakserne" (rex Anglorum Saxonum). Under Alfreds efterfølgere udvider Wessex sit territorium, indtil Alfreds sønnesøn, Adalstein, i 927 afslutter denne proces med erobringen af Northumbria og derefter begynder at bruge titlen Rex Anglorum - Konge af England.
Alfreds søn, Edvard den Ældre, som regerede 899 – 924 overgik sin fars militære bedrifter ved at udvide sit herredømme til at inkludere Danelagen. Hans søster Ethelfledas død i 918 resulterede i, at han tilranede sig magten over Mercia fra sin niece Aelfwynn i 919.
I 927 faldt det sidste af kongerigerne fra den mørke middelalder, Northumbria, til Wessex-kongen Athelstan, en søn af Edvard den Ældre. Han var den første til at herske over et samlet England (ikke den første de jure, men afgjort den første de facto).
England er forblevet en politisk enhed siden da.
I løbet af det 10. århundrede var kongeriget genstand for nye invasioner af vikinger fra Danmark. Som svar på vikingernes røvertogter gav Æthelred 2. af England i 1002 ordre til, at alle danskere i England skulle henrettes. Det ledte dog blot til, at kongen af Danmark og Norge, Svend 1., rettede sin opmærksomhed og vrede mod England for resten af sin levetid.
Svend blev udråbt til konge af England i 1013 på trods af, at Æthelred 2. også bar titlen som konge af England. Da Svend døde 2. februar 1014, fortsatte hans søn, Knud den Store, krigen.
Æthelred 2. døde 23. april 1016. Hans søn, Edmund 2. af England, blev snart besejret af Knud. Knud accepterede at herske over landet side om side med Edmund 2., men denne døde 30. november 1016 og efterlod England under dansk styre.
Det danske herredømme fortsatte indtil Hardeknuds død 8. juni 1042. Hardeknud var søn af Knud og Emma af Normandiet, Æthelred 2.'s enke. Hardeknud havde ingen arvinger og blev efterfulgt af sin halvbror, Edvard Bekenderen. Kongeriget England var igen uafhængigt.
Freden varede dog kun indtil den barnløse Edvard døde 4. januar/5. januar 1066. Hans svoger blev kronet som Harold 2. af England. Hans fætter, Vilhelm 1. af England, hertug af Normandiet, gjorde øjeblikkeligt krav på tronen.
Vilhelm indledte en invasion af England og gik i land i Sussex 28. september 1066.
Harold 2. og hans hær var i York som følge af deres sejr i Slaget ved Stamford Bridge (25. september 1066) og måtte marchere tværs over England for at nå deres nye fjender. Harolds og Vilhelms hære mødte endelig hinanden i Slaget ved Hastings (14. Oktober 1066). Harold blev dræbt af en vildfaren pil, og Vilhelm vandt slaget.
Det lykkedes Vilhelm at erobre England uden yderligere modstand. Ganske vist var Edgar Ætheling efter Harold 2.'s død blevet udnævnt (men ikke kronet) til ny konge af England, men denne overgav omkring d. 1. december 1066 al magt til Vilhelm. Vilhelm planlagde dog ikke at indlemme kongeriget i sit normanniske hertugdømme. Som hertug ville Vilhelm være forpligtet til at aflægge troskabsed til Filip 1. af Frankrig. Som uafhængig konge af England kunne han herske uden de franske konges indblanding. Vilhelm blev kronet som konge af England 25. December 1066.
Kongeriget England ville forblive en personlig sammenslutning indtil 1204 hvor kong John af England (kendt som Johan uden land), 4. generations efterkommer af Vilhelm, mistede den kontinentale del af hertugdømmet til Filip 2. af Frankrig. Resterne af hertugdømmet forblev under Johns og hans efterkommeres herredømme. De er i dag kendt som Kanaløerne.
John bar stadig titlen hertug af Aquitaine og ejede stadig hertugdømmet. Det lykkedes for hans barnebarn, Edvard 1. af England, at besejre Llywelyn den Sidste og erobre Wales i 1282. Han skabte titlen Fyrste af Wales til sin ældste søn, Edvard 2. i 1301.
Edvard 2. var far til Edvard 3. af England, hvis krav på den franske trone resulterede i Hundredårskrigen (1337 – 1453). England endte krigen som tabere og beholdt kun en enkelt by i Frankrig: Calais.
Kongeriget havde ikke tid til at komme sig før Rosekrigene (1455 – 1487). "Krigene" var egentlig en borgerkrig om tronen mellem huset Lancaster og huset York. De var faktisk begge efterkommere af Edvard 3. Ved enden på krigene var det en efterkommer af huset Lancaster, gift med en efterkommer af huset York, som sad på tronen.
Henrik 7. af England og hans dronningegemalinde Elizabeth af York blev grundlæggere af Tudor-dynastiet, som herskede fra 1485 to 1603.
I mellemtiden beholdt Wales det administrative system, der havde været aktivt siden før det 13. århundrede. Den anden Tudor-monark, Henrik 8. af England, ændrede dette ved Unionslovene 1536-1543. Wales var ikke længere et len, men blev annekteret ind i England. Den nye del af kongeriget skaffet også nye repræsentanter i det engelske parlament.
Maria 1. af England, ældste datter af Henrik 8., havde en mindre heldig regeringstid. Hun blev taget til fange af Francis, Hertug af Guise d. 7. Januar 1558. Engelsk herredømme skulle begrænses til det sydlige Storbritannien. Den nordlige del blev stadig holdt af Kongeriget Skotland under huset Stuart.
Huset Tudor endte med dets sidste monark, Elizabeth 1. af Englands, død 24. marts 1603. Arveretten til Kongeriget England overgik herefter til Elizabeths nærmeste mandlige slægtning, der var kong James 6. af Skotland. De to britiske kongeriger blev herefter regeret samlet i en personalunion under en monark indtil 1707.
Ved Unionsloven i 1707 blev de to kongeriger sluttet sammen til én ny stat, Kongeriget Storbritannien (1707 – 1801). Deres sidste kvindelige regent blev dronning Anne af England. Deres respektive parlamenter blev forenet til det britiske parlament, som holdt møder i Westminster, London. På dette punkt eksisterede England ikke længere som en separat politisk enhed og havde ikke længere en engelsk regering.

## Andet
England har altid været et monarki (fra det blev skabt omkring 927 og til i dag), bortset fra de elleve år med engelsk interregnum (1649 – 1660) som fulgte den engelske borgerkrig.
Den henrettede konge Charles 1. af Englands styre blev afløst af en republik kendt som Commonwealth of England eller Det britiske Statssamfund (1649 – 1653). Det lykkedes for en af republikkens mest prominente generaler, Oliver Cromwell, at udvide dens styre til Irland og Skotland.
Den sejrrige general endte med at vende sig mod republikken og oprettede et styre kendt som Protektoratet med ham selv som øverste protektor indtil hans død 3. September 1659. Han blev efterfulgt af sin søn, Richard Cromwell. Men der udviklede sig et anarki da Richard viste sig ude af stand til styre landet. Han fratrådte sin stilling og trak sig tilbage til ubemærkethed. Statssamfundet blev genoprettet, men viste sig ustabilt. Den landsforviste Charles 2. af England blev genindsat på tronen i 1660 i den engelske genopbygning.
Den nuværende monark over Storbritannien, Elizabeth 2., er den moderne efterfølger til de gamle konger og dronninger af England. Titlen dronning (og konge) af England er dog ikke blevet brugt siden 1707 og er ukorrekt, når den bruges om hendes i folkemunde. Elizabeth kan spore sine aner tilbage til kongerne af Wessex fra det 1. årtusinde foruden hertugerne af Normandiet, der tiltog sig magten i England i 1066 samt til Svend Tveskæg fra Danmark, der kortvarigt var engelsk konge 1013–1014 og til Harold 2., der kortvarigt var konge i 1066.
Kongerigets hovedstad var Winchester, i Hampshire, indtil den Normanniske erobring i 1066. Vilhelm Erobreren (1066-1087) valgte London som hovedstad. London tjente som kongerigets hovedstad til kongerigets ophør i 1707 og er fortsat de facto hovedstad i Storbritannien.